# Mitch Mitchell
Mitch Mitchell właściwie John Mitchell (ur. 9 lipca 1947, zm. 12 listopada 2008) – angielski perkusista rockowy i jazzowy. Muzyk zyskał popularność jako perkusista grupy The Jimi Hendrix Experience.
W 2007 roku został sklasyfikowany na 18. miejscu listy 50 najlepszych perkusistów rockowych według Stylus Magazine.

## Instrumentarium
Zestaw perkusyjny, na którym Mitchell grał w latach 1966 – 1968:
- Premier Oyster Finish, classic jazz setup
- 20" x 14" Bass Drum,
- Ludwig Supraphonic Snare Drum,
- 14" x 8" Tom,
- 14" x 14" Floor Tom,
- 16" x 16" Floor Tom
- Ludwig Silver Sparkle (1967-1968), Yellow (1968)
- 22" x 14" Bass Drum
- 13 x 9" Tom
- 14 x 14" & 16 x 16" Floor Toms
- Ludwig Supra-phonic snare

Zestaw perkusyjny, na którym Mitchell grał w 1969:
- Ludwig Black Panther Double bass drum
- 24" bass drums
- 12 x 8" Tom
- 13 x 9" Tom
- 16 x 16" & 18 x 16" Floor Toms
- Ludwig Supra-phonic snare

Talerze perkusyjne
- Zildjian
- 14" Hi-hats,
- 16" Crash,
- 18" Crash Ride,
- 20" Riveted Ride

## Dyskografia (wybór)
- 1967 Jimi Hendrix - Are You Experienced?
- 1968 Jimi Hendrix - Axis: Bold as Love
- 1968 Jimi Hendrix - Electric Ladyland
- 1971 Jimi Hendrix - The Cry of Love
- 1971 Jimi Hendrix - Rainbow Bridge
- 1972 Jimi Hendrix - War Heroes
- 1972 Ramatam - Ramatam
- 1980 Roger Chapman - Mail Order Magic
- 1986 Greg Parker - Black Dog
- 1998 Junior Brown - Long Walk Back
- 1999 Bruce Cameron - Midnight Daydream

## Filmografia
- „Message to Love: The Isle of Wight Festival” (1997, film dokumentalny, reżyseria: Murray Lerner)[4]